# Frederik Andersen (ishockeyspiller)
 For alternative betydninger, se Frederik Andersen. (Se også artikler, som begynder med Frederik Andersen)
Frederik Andersen (født 2. oktober 1989 i Herning, Danmark) er en dansk ishockeymålmand, som er førstemålmand hos Carolina Hurricanes. Han er søn af den tidligere danske landsholdsmålmand Ernst Andersen.
Han er 192 cm og vejer 100 kg.
Den 20. juni 2016 blev det offentliggjort, at "Freddie" og Toronto Maple Leafs har indgået en 5-årig kontrakt, med en årsløn på $5.000.000 eller svarende til godt 33.000.000 millioner danske kroner, han bliver hermed den højst betalte danske NHL-spiller.
2007 - 2009 Herning Blue Fox
2009 - 2011 Frederikshavn White Hawks
2011 - 2012 Frölunda HC
2012 - 2016 Anaheim Ducks
2016 - 2020 Toronto Maple Leafs
2020-nu Carolina Hurricanes
I sæsonen 2011-12 spillede Frederik for Frölunda i den svenske Elitserie hvor den tidligere Herning Blue Fox- og Frederikshavn White Hawks-spiller gjorde stor succes. Andersen spillede herefter, indtil sommeren 2016, for Anaheim Ducks.
Han afslog i 2012 en kontrakt fra Carolina Hurricanes i NHL. Samme år blev han draftet igen af Anaheim Ducks, som han også skrev kontrakt med og blev Danmarks første keeper i NHL.
Draftet
- 2012 round 3 #87 overall by Anaheim Ducks
- 2010 round 7 #187 overall by Carolina Hurricanes [1].